# Zastavna
Zastavna (en ucraniano: Заставна, lit. 'entre los estanques') es un pueblo ucraniano perteneciente al óblast de Chernivtsí. Situado en el oeste del país, es parte del raión de Chernivtsí y centro del municipio (hromada) homónimo.

## Toponimia
En todos los idiomas de importancia local, la ciudad se conoce con el nombre de Zastavna (en ruso: Заставна; en rumano: Zastavna; en alemán: Zastawna). 

## Geografía
Zastavna se encuentra 26 km al norte de Chernivtsí, en la región histórica de Bucovina.

## Historia
El asentamiento fue mencionada por escrito por primera vez en 1589 y perteneció al principado de Moldavia hasta 1774. Desde 1774 formó parte de Imperio austrohúngaro hasta 1918 y desde 1849 pasó a formar parte del territorio del ducado de Bucovina. Su población está cambiando: a los moldavos se suman ucranianos, polacos y judíos asquenazíes. El lugar se desarrolló lentamente, en 1910 se inauguró la estación de tren al norte del centro de la ciudad en el ferrocarril local Werenczanka-Okna, que se inauguró en enero de 1910. Al final del Imperio, el lugar fue la sede de un kreis.
Después de que Bucovina fuera anexionada al reino de Rumania el 27 de noviembre de 1918, el lugar perteneció al distrito de Chernivtsí.
Como resultado de la anexión de Bucovina del Norte el 28 de junio de 1940, posible gracias al pacto Ribbentrop-Mólotov, pasó a formar parte de la RSS de Ucrania de la Unión Soviética. El lugar recibió el estatus de asentamiento urbano en 1940 y los moldavos y polacos de la ciudad fueron deportados a Siberia.
Volvió a formar parte de Rumanía entre 1941 y 1944, durante la Segunda Guerra Mundial, renombrada como Targu Nistrului (en rumano: Târgu Nistrului). Sobre 635 judíos de Zastavna (y la mitad de los judíos de Bucovina) fueron deportados a Transnistria bajo la acusación de haber apoyado a los soviéticos. Sólo 120 de ellos regresaron, pero luego abandonaron la URSS hacia Israel. En enero de 1945, ya en poder de la URSS, comenzó la publicación de un periódico local.
Hasta el 18 de julio de 2020, Zastavna fue el centro administrativo del raión de Zastavna. El raión se abolió en julio de 2020 como parte de la reforma administrativa de Ucrania, que redujo el número de raiones del óblast de Chernivtsí a tres. Desde entonces, el área de raión de Zastavna se fusionó con el raión de Chernivtsí.En 2023, Zastavna perdió el estatus de asentamiento de tipo urbano debido a la eliminación de este estatus administrativo.

## Demografía
La evolución de la población de Zastavna entre 1930 y 2022 fue la siguiente:
| 5116                                                          | 6300 | 5555 | 6789 | 8261 | 9438 | 8866 | 8159 | 8063 | 7750 |
| (Fuente: Cities & Towns of Ukraine y UKRAINE: Größere Städte) |      |      |      |      |      |      |      |      |      |

Según el censo de 2001, la lengua materna de la mayoría de los habitantes, el 99,1%, es el ucraniano; del 0,6%, el ruso. La mayoría de la población son ucranianos, principalmente a los hutsules. 
En el censo de 1930, el 77,93% de los habitantes eran rutenos; el 12,29%, judíos; el 6,29%, polacos; el 2,15%, rumanos; y alemanes, el 1,03%. En cuanto a la religión, el 74,04% de la población eran ortodoxos; el 12,41%, judíos; el 7,33% eran católicos romanos y el 5,2%, católicos bizantinos.

## Infraestructura

### Arquitectura, monumentos y lugares de interés
En la ciudad se conserva la casa familiar del artista Mikola Ivasiuk y la escuela de arte de la ciudad está decorada con una placa conmemorativa en su honor.

## Personas ilustres
- Mikola Ivasiuk (1865-1937): pintor ucraniano reconocido como uno de los grandes pintores del nacionalismo cosaco en Ucrania.